# Ludwig Binswanger
Ludwig Binswanger, född 13 april 1881 i Kreuzlingen, död 5 februari 1966 i Kreuzlingen, var en schweizisk psykiater och pionjär inom existentiell psykologi. Han är känd för att vara den förste att kombinera psykoterapi med existentialismens och fenomenologins idéer. Binswanger förestod den psykiatriska Bellevue-kliniken i Kreuzlingen från 1911 till 1956.